# March of the Eagles
March of the Eagles — глобальная стратегия, разработанная и выпущенная шведской компанией Paradox Interactive в 2013 году. Игра, действие которой проходит в Европе, Северной Африке и на Ближнем Востоке, охватывает исторический период 1805—1820 годов. Согласно изначальному проекту, стратегия должна была стать сиквелом игры Napoleon’s Campaigns компании AGEOD. Тем не менее студия была приобретена шведским разработчиком, который пересмотрел концепцию продукта и дал игре новое название.

## Геймплей
Игрок выбирает одно из государств и руководит основными направлениями его политики. Как и в других проектах Paradox Interactive, важной составляющей игры являются решения — инициируемые игроком события, оказывающие существенное влияние на игровой процесс. Решения могут касаться военной системы государства, производства или дипломатии. Победа в игре достигается при выполнении ряда условий (территориальная экспансия, полный захват своего культурного ядра, ослабление конкурентов), различающихся для каждого государства.

### Доминирование
В начале игры лидером является Французская империя, при этом первенство в море удерживает Великобритания. Важнейшим элементом игры являются коалиции, создаваемые некоторыми странами с целью борьбы с лидерами. При изменении геополитической ситуации лидером может стать любая другая страна .
Статусом великих держав, позволяющим претендовать на победу в кампании, обладают восемь государств:
- Австрийская империя
- Британская империя
- Испанская империя
- Османская империя
- Пруссия
- Российская империя
- Французская империя
- Швеция

Для великих держав крайне важно занять доминирующее положение в море и на суше, в то время как другие государства смогут победить в случае успеха их военного блока.

### Идеи
В March of the Eagles используется система идей, принятие которых приносит государству преимущество в некоторой области: передвижении войск, морских сражениях, финансах, производстве и т д. Создание новых идей осуществляется путём накопления очков, которое происходит постоянно (при этом за участие в сражениях государству присуждаются дополнительные очки — проигрыш может принести даже больше баллов, чем победа). Великие державы обладают особым направлением идей, уникальным для каждого из этих государств.

## Разработка
Дизайнером игры выступил Крис Кинг, ранее работавший над проектами Victoria II и Sengoku. Изначально игра разрабатывалась под названием Napoleon’s Campaigns 2.
Первая часть «Кампаний Наполеона» вышла в 2007 году, а в декабре 2009 года студия AGEOD была приобретена Paradox. Шведы стремились создать в игре боевую систему, вдохновлённую серией игр Hearts of Iron, привнести в эпоху войн Наполеона стилистику Europa Universalis и дополнить игровой процесс возможностью выиграть. Бета-версия March of the Eagles увидела свет в августе 2012 года.

## Критика
| Сводный рейтинг | Сводный рейтинг |
| Агрегатор       | Оценка          |
| --------------- | --------------- |
| GameRankings    | 68,80 %         |

Средняя оценка игры составляет 73 балла. Многопользовательский режим игры снискал положительные отзывы специалистов.